# Sjællandske Kyrasserregiment
Sjællandske Kyrasserregiment (på svenska: Själlands kyrassiärregemente), var ett danskt kavalleriregemente som var verksamt under olika namn mellan 1670 och 1767.

## Historia
Strax efter Kristian V:s tronbestigning 1670 genomfördes en ny härreform genom vilken det danska kavalleriet nationaliserades. Denna innebar att 30 000 tunnor hartkorn årligen reserverades från kronogods till uppsättandet av ett nationellt kavalleri fördelat på ett antal rytterdistrikt. Fördelningee bestod av ett kavalleriregemente på Själland, ett på Fyn, två på Jylland och ett mindre regemente i det kungliga hertigdömet Schleswig-Holstein. De två regementena på Jylland fick namnen 1. Jyske nationale Rytterregiment och 2. Jyske nationale Rytterregiment. Under Skånska kriget delades de fyra större nationella kavalleriregementena år 1675 upp i två vardera och antalet regementen ökades då till nio. Detta påverkade inte 1. Jyske nationale Rytterregiment nämnvärt då det behöll sitt namn. Under Stora nordiska kriget deltog regementet vid slagen vid Helsingborg 1710 och Gadebusch 1712. 
År 1747 flyttades regementet till Själland och bytte därmed namn till Sjællandske Kyrasserregiment. Samtidigt döptes det tidigare 2. Jyske nationale Rytterregiment om till 1. Jyske nationale Rytterregiment. Sjællandske Kyrasserregiment lades ner 1763.

## Regementschefer
- Ditlev Rantzau, från 1 augusti 1670
- Hans Frederik Lewetzau, från 12 juni 1675
- Franz Schwanewedel, från 21 juni 1677
- Carl Philip Weyher, 16 mars 1692
- Georg Gurtav Rosen, från 26 maj 1694
- Frederik Leegaard, från 26 september 1696
- Hans Eyffler, från 7 december 1709
- Rudolph Günther Grabow, från 22 juni 1714
- Detlev Rewenfeldt, från 25 december 1716
- Michel Numsen, från 6 mars 1723
- Samuel Ludvig Kalckreutz, från 18 april 1740
- Gothilf Irmingen, från 12 juni 1752

Källa: Rigsarkivet